# Муха вишнева східна
Східна вишнева муха (Rhagoletis cingulata Loew, 1862) — муха з родини осетниць (Tephritidae).

## Опис
За зовнішнім виглядом схожа на європейську вишневу муху та західну вишневу муху. Розмір 4,5—5,5 мм. Як правило, чорного кольору з жовтими краями на грудній клітці, головою, щитком і лапками. Очі зелені. На крилах — характерний малюнок поперечних і косих темних смуг. Основна відмінна риса від європейської вишневої мухи — чотири поперечні смуги білого кольору на черевці.

## Поширення
Основний ареал — північні й східні штати США, окремі регіони Канади та осередки в Мексиці. У Європі вперше виявлена в Швейцарії 1983 року і станом на 2016 рік внесена в список обмежено поширених у видів у Австрії, Бельгії, Нідерландах, Словенії, Угорщині, Франції, Чехії. Включена в список відсутніх в Україні.

## Життєвий цикл
Відкладає яйця у плоди рослин таких видів:
- черешня,
- вишня звичайна,
- антипка,
- Prunus serotina.